# Bibio minusculus
Bibio minusculus är en tvåvingeart som först beskrevs av Harris 1776.  Bibio minusculus ingår i släktet Bibio och familjen hårmyggor. Inga underarter finns listade i Catalogue of Life.